# ملعب بوتاركي البلدي
ملعب بوتاركي ملعب متعدد الاستخدامات يقع في ليجانيس، منطقة مدريد، إسبانيا. يمثل الملعب حاليًا أرض نادي الدرجة الأولى ليغانيس.

## التاريخ
افتتح ملعب بوتاركي يوم 14 فبراير 1998 بمباراة بين ليغانيس و‌خيريث.
بالإضافة إلى مباريات كرة القدم، سبق للملعب أن استضاف مهرجانات وحفلات موسيقية عديدة.